# Стрільцівська сільська рада
| Стрільцівська сільська рада — колишній орган місцевого самоврядування у Міловському районі Луганської області з адміністративним центром у с. Стрільцівка. Водоймища на території, підпорядкованій даній раді: річка Комишна. Сільській раді підпорядковані населені пункти: - с. Стрільцівка - с. Калмиківка - с. Новомикільське |

## Склад ради
Рада складається з 16 депутатів та голови.

### Керівний склад ради
| ПІБ                            | Основні відомості                                                    | Дата обрання | Дата звільнення |
| ------------------------------ | -------------------------------------------------------------------- | ------------ | --------------- |
| Нарожний Олексій Васильович    | Сільський голова, 1963 року народження, освіта, член Партії регіонів | 26.03.2006   | 31.10.2010      |
| Харківський Микола Олексійович | Сільський голова, 1971 року народження, освіта вища, безпартійний    | 31.10.2010   |                 |

Примітка: таблиця складена за даними джерела